# Elmer Ellsworth
Elmer Ephraim Ellsworth (Malta, 11 aprile 1837 – Alexandria, 24 maggio 1861) è stato un militare statunitense.
Poco dopo lo scoppio della guerra di secessione, quando ancora gli eserciti nordisti e sudisti erano in fase di mobilitazione, durante un'azione di ordine pubblico il colonnello Ellsworth venne ucciso da un sudista, divenendo il primo ufficiale di alto grado a perire nel conflitto. L'omicidio di Ellsworth contribuì ad esasperare gli animi della nazione americana, accelerando l'inizio della lotta armata.

## Biografia

### Origini
Dopo aver studiato legge e aver tentato invano di entrare all'Accademia di West Point, si trasferì a Chicago e si arruolò nella Guardia Volontaria dell'Illinois, allora disastrata. In pochissimo tempo riuscì a riorganizzarla, facendone vestire e organizzare i membri come zuavi, avendo studiato questa particolare unità francese ed essendone rimasto positivamente colpito. In breve i "Cadetti Zuavi" di Chicago divennero una delle unità più rinomate e famose del Midwest, riuscendo a risollevare le sorti dell'amministrazione militare locale.
Comunque bisognoso di lavorare, Ellsworth lasciò temporaneamente gli zuavi di Chicago e si trasferì a Springfield per lavorare nello studio dell'allora avvocato Abraham Lincoln, di cui divenne amico intimo. La collaborazione con Lincoln continuò durante le elezioni presidenziali del 1860, dove Ellsworth fu uno dei suoi più attivi sostenitori. Dopo l'elezione dell'amico abitò per un breve periodo alla Casa Bianca, giocando coi figli del presidente e divenendo suo confidente.
Dopo la battaglia di Fort Sumter e l'ordine del presidente Lincoln di arruolare 75 000 volontari per reprimere l'insurrezione del Profondo Sud Ellsworth, desideroso di intraprendere la carriera militare ma troppo povero per cominciare gli studi accademici, riuscì così ad essere infine ammesso nelle forze armate unioniste grazie alla raccomandazione di Lincoln. Promosso colonnello e assegnatagli la gestione dell'11º Reggimento Volontari di New York, formato prevalentemente da ex-vigili del fuoco, organizzò anch'esso come un'unità zuava.

### Omicidio
Nei convulsi mesi che seguirono la secessione e la caduta di Fort Sumter piccoli scontri tra bande armate di nordisti e sudisti scoppiarono in tutto il paese, senza tuttavia causare serie conseguenze. All'inizio di maggio del 1861 tuttavia James W. Jackson, un locandiere di Alexandria, sobborgo di Washington, aveva issato un'enorme bandiera confederata sul tetto della propria locanda, talmente grande da essere visibile anche dalla Casa Bianca. Quando il 23 maggio successivo la Virginia ratificò la secessione dagli Stati Uniti Lincoln diede ordine di inviare le truppe dell'Unione per mettere in sicurezza i confini della capitale, posta proprio a ridosso dell'ultimo Stato secessionista.
La bandiera di Jackson era ormai un aperto affronto all'autorità governativa, e proprio Ellsworth, ansioso di mettersi in mostra, si offrì volontario per essere inviato alla locanda e farla rimuovere. Arrivato col resto del suo reggimento alla locanda, il colonnello e un drappello di uomini costrinsero Jackson a farli entrare ed Ellsworth stesso si occupò di togliere la bandiera dal tetto dell'edificio. Tuttavia, mentre egli stava scendendo le scale, il locandiere, che era riuscito a recuperare un fucile senza essere visto, sparò a bruciapelo al colonnello, uccidendolo sul colpo e venendo a sua volta freddato dal soldato Francis E. Brownell, che per questa azione ricevette la Medal of Honor.

### Conseguenze della sua morte
All'omicidio di Ellsworth era presente un cronista del New York Tribune, e per questo la notizia si diffuse fulmineamente per tutto il paese. Lincoln fu subito avvertito della morte dell'amico e ne fu profondamente turbato, scoppiando anche a piangere. Decretò quindi il lutto nazionale e che il suo corpo fosse esposto alla Casa Bianca, per poi farlo tumulare nel suo Stato natale. La morte di Ellsworth contribuì a infervorare gli animi di entrambe le parti, facendolo acclamare come un eroe dai nordisti, mentre il suo assassino lo era dai sudisti.
"Ricordate Ellsworth!" fu un popolare motto dei soldati nordisti durante tutta la guerra, gli vennero intitolate unità dell'esercito e oggetti legati alla sua figura divennero popolari tra i collezionisti. La bandiera causa della morte di Ellsworth, donata a Mary Todd Lincoln, era di frequente sventolata dall'indisciplinato figlio Tad Lincoln nelle occasioni ufficiali, causando non poco imbarazzo alla coppia presidenziale.